# 吉氏皮杜銀漢魚
吉氏皮杜銀漢魚為輻鰭魚綱銀漢魚目皮杜銀漢魚科的其中一種。

## 分布
本魚分布於馬達加斯加的淡水水域。

## 特徵
本魚體長呈紡錘型，略側扁，吻略成尖突，吻長大於眼徑，下腭肥後，背鰭2枚。體綠色，一暗色條紋自吻端經眼至尾鰭基部縱走，背鰭、臀鰭及尾鰭之外緣黑色。雄魚尾鰭上下兩葉之末端具鮮紅色，雌魚則較淡色。體長小於8公分。

## 生態
本魚為觀賞性淡水魚類，不挑剔餌料，乾燥餌料也馬上攝食，但應經常投與生餌。偏好鹹性水域。適溫在24~26℃，PH為7.3~7.4。如將其放入弱酸性之水中時，體質會變不良，如放進中性或弱鹼之水中時，體質會恢復。於近水面之水草產卵，每日會產數個褐色之卵，一般親魚不自食其卵及仔魚。仔魚以豐年蝦餌容易飼育。

## 經濟利用
為觀賞性淡水魚類。